# Mistrzostwa Oceanii w Judo 2018
31. Mistrzostwa Oceanii w judo odbywały się w dniach 6-7 kwietnia 2018 roku w Numei w Nowej Kaledonii. W tabeli medalowej tryumfowali zapaśnicy z Australii.

## Klasyfikacja medalowa
| Miejsce | Państwo             |    |    |    | Razem |
| ------- | ------------------- | -- | -- | -- | ----- |
| 1       | Australia           | 9  | 3  | 0  | 12    |
| 2       | Nowa Kaledonia ()   | 1  | 4  | 4  | 9     |
| 3       | Nowa Zelandia       | 1  | 2  | 6  | 9     |
| 4       | Fidżi               | 1  | 0  | 0  | 1     |
| 5       | Vanuatu             | 0  | 1  | 1  | 2     |
| 6       | Papua-Nowa Gwinea   | 0  | 1  | 0  | 1     |
| .       | Samoa               | 0  | 1  | 0  | 1     |
| 8       | Guam                | 0  | 0  | 1  | 1     |
| .       | Polinezja Francuska | 0  | 0  | 1  | 1     |
| Razem   | Razem               | 12 | 12 | 13 | 37    |

## Medaliści

### Mężczyźni
| Konkurencja: | Złoto:           | Srebro:         | Brąz:                            |
| −60 kg       | Josh Katz        | Gensric Sakiman | Sam Entwistle                    |
| −66 kg       | Kyle McIndoe     | James Entwistle | Rexly Theuil                     |
| −73 kg       | Calvin Knoester  | Kinsley Vui     | Gaston Lafon Laurent Taimourlank |
| −81 kg       | Eoin Coughlan    | Anthony Kouros  | Elliott Connolly Joshter Andrew  |
| −90 kg       | Sebastian Temesi | Teva Gouriou    | Tanguy Lapointe Ockert Steyn     |
| −100 kg      | Tevita Takayawa  | David Put       | Jason Koster                     |
| ponad 100 kg | Liam Park        | Derek Sua       | ----                             |

### Kobiety
| Konkurencja: | Złoto:            | Srebro:            | Brąz:                        |
| −48 kg       | Caroline Hain     | Emma Rouse         | ----                         |
| −57 kg       | Qona Christie     | Florence Daoleuang | Justine Bishop               |
| −63 kg       | Katharina Haecker | Maeve Coughlan     | Emeline Kaddour Louise Kelly |
| −70 kg       | Aoife Coughlan    | Esther Dumons      | ----                         |
| −78 kg       | Anais Gopea       | Melanie Wallis     | Aickessa Atuvaha             |